# 普卡奧爾霍山 (聖克里斯托巴爾區)
14°43′31″S 74°13′40″W / 14.72528°S 74.22778°W
普卡奧爾霍山（Puka Urqu），是秘魯的山峰，位於該國中南部阿亞庫喬大區，由盧卡納斯省的聖克里斯托巴爾區負責管轄，屬於安地斯山脈的一部分，海拔高度3,800米。